# Мамыров, Маулен Сатымбаевич
Мауле́н Сатымба́евич Мамы́ров (каз. Мәулен Сатымбайұлы Мамыров; род. 14 декабря 1970) — казахский борец вольного стиля, бронзовый призёр XXVI Олимпийских Игр 1996 г. в Атланте, Заслуженный мастер спорта Республики Казахстан (1994).

## Биография
Родился 14 декабря 1970 года, в селе Ак-Иык, Каратальского района. Окончил Талдыкорганский Педагогический Институт (1994).
Маулен Мамыров — один из самых титулованных борцов вольного стиля в Казахстане, который является первым бронзовым призёром XXVI Олимпийских Игр 1996 г. в Атланте по вольной борьбе среди казахов, также единственный кто выигрывал международный турнир «Гран-при» класса «А» «Ивана Ярыгина».
С 1993 года — спортсмен-инструктор национальной сборной РК по вольной борьбе.
С 1998 года — инспектор-методист центрального совета всесоюзного физкультурно-спортивного общества «Динамо» РК.
С 2005 года — вице-президент областной Федерации по вольной и греко-римской борьбе.
С 2007 по 2022 год — директор КГУ «Центр подготовки олимпийского резерва Алматинской области».
С 2022 года по настоящее время директор КГУ «Центр подготовки олимпийского резерва области Жетысу».
С 2016 по 2021 год являлся депутатом городского Маслихата VI созыва.

## Спортивные результаты
- Заслуженный мастер спорта РК.
- Многократный чемпион РК;
- Многократный победитель Международных турниров «Гран-при» класса «А».
- Чемпионат СССР среди юношей — ;
- Чемпионат СССР среди молодежи — ;
- Первенство мира среди молодежи (Австрия) — ;
- Кубок мира среди молодежи (Канада, 1990) — ;
- Кубок СССР (1990) — ;
- Спартакиада народов СССР (Запорожье, 1991) — ;
- Чемпионат СНГ (Запорожье, 1991) — ;
- Чемпионат СНГ (Москва, 1992) — ;
- Чемпионат Кубка Азии (Хиросима, 1994) — ;
- XII Азиатские Игры (Хиросима, 1994) — ;
- Чемпионат Кубка Азии (Джакарта, 1995) — ;
- Центральноазиатские Игры (Ташкент, 1995) — ;
- Олимпийские игры (Атланта, 1996)  — ;
- Центральноазиатские Игры (Алматы, 1997) — ;
- Чемпионат мира (Красноярск, 1997) — ;
- XIII Азиатские Игры (Бангкок, 1998) — ;
- Чемпионат Кубка Азии (Бангкок, 1998) — ;
- Восточноазиатские Игры (Пусан, Корея, 1997) — ;
- Чемпионат Азии (Ташкент, 1999) — ;
- Восточноазиатские Игры (Осака, Япония, 2001) — ;
- Турнир Гран-при «Иван Ярыгин» (Красноярск, 1999) — ;

## Награды
- Почётная грамота Республики Казахстан
- Почётный гражданин города Талдыкорган
- Почётный гражданин Каратальского района Жетысуской области
- Почётный гражданин Коксуского района Жетысуской области
- Орден «Айбын» I степени (2001)[1]
- Орден «Құрмет» (2022)
- Нагрудный знак «Құрметті спорт қызметкері»